# Osterländischer Adel
Die Liste osterländischer Adelsgeschlechter bietet eine Übersicht über die Ritter- und Adelsgeschlechter, die im Gebiet des historischen Osterlandes ihren Stammsitz hatten, über Burgen, Schlösser und Besitzungen verfügten oder als landgräfliche, sächsische oder Leipziger Amtleute im Osterland eingesetzt und ansässig wurden.

## Liste der Adelsgeschlechter
Diese Liste beinhaltet Adelsfamilien, die über einen längeren Zeitraum im Osterland wohnten oder Besitzungen hatten:
| Name              | Zeitraum                 | Besitzungen                                                                                     | Persönlichkeiten | Wappen |
| ----------------- | ------------------------ | ----------------------------------------------------------------------------------------------- | --- | ------ |
| Beschwitz         | seit 1206                | Altenburg, Pöschwitz                                                                            | Johann von Beschwitz, 1355 Domherr zu Naumburg |        |
| Beulwitz          | seit 1137                | Beulwitz (Saalfeld)                                                                             | Christoph Ernst von Beulwitz (1695–1757), Schwarzburg-Rudolstädter Geheimrat und Kanzler in dänischen Dienste Friedrich Wilhelm Ludwig von Beulwitz (1755–1829), Schwarzburg-Rudolstädter Geheimer Legationsrat und Kanzler                                          |        |
| Bünau             | seit 1383                | Schloss Dahlen                                                                                  | Günther von Bünau (Domherr) († 1519), deutscher Theologe und Domdekan Günther von Bünau (Richter) (1844–1899), deutscher Richter |        |
| Creytz            | seit 1261                | Kreutzen, Dobitschen, Gauern, Kriebitzsch, Pölzig, Rudelsburg, Freiroda (Naumburg) und Tegkwitz | Georg Friedrich von Creytzen (1639–1710), Kanzler des Herzogtums Preußen Melchior Ernst von Creytzen (1627–1692), preußischer Rat und Diplomat |        |
| Einsiedel         | seit 1299                | Prießnitz                                                                                       | Hildebrand von Einsiedel (um 1400–1461), kursächsischer Obermarschall |        |
| Erdmannsdorff     | seit 1191                | Städteln, Gaschwitz                                                                             | Friedrich Wilhelm von Erdmannsdorff (1736–1800), deutscher Architekt und Architekturtheoretiker |        |
| Etzdorff          | seit 1219                | Etzdorf, Behmen, Herschdorf                                                                     | Gottlieb Ignaz von Ezdorf (1743–1806), kurfürstlich-bayerischer Regierungsrat und Vicedom des Stifts Ellwangen Friedrich August von Etzdorff († 1748), Schlosshauptmann in Merseburg und Rittergutsbesitzer                                                          |        |
| Eulenburg         | seit 1199                | Burg Eilenburg, Eilenburg                                                                       | August zu Eulenburg (1838–1921), Minister des preußischen königlichen Hauses Botho zu Eulenburg (1831–1912), preußischer Ministerpräsident |        |
| Friesen           | seit 1344                | Schloss Rötha, Podschütz, Geschwitz, Großpötzschau, Espenheim                                   | Carl von Friesen (1551–1599), Rittergutsbesitzer, Oberküchenmeister, Hofmarschall, Amtshauptmann |        |
| Helldorff         | seit 1147                | Hellendorf, Bedra, Wohlmirstedt, Runstedt, Rammenau, Eulenfeld                                  | Georg Friedrich von Helldorff (1643–1718), sachsen-weißenfelsischer Premierminister; Kanzler und Konsistorialpräsident; Jurist Johann Heinrich von Helldorff (1726–1793), kursächsischer Kammerherr und Domherr des Hochstiftes Merseburg, kursächsischer Kammerherr |        |
| Könneritz         | seit 1191                | Biesern, Dölitz, Geithain, Greifenhain, Kohren, Teusdorf, Salis, Seitenhain                     | Heinrich von Könneritz (1483–1551), Herr auf Lobstädt Erasmus von Könneritz (1515–1563), Kreishauptmann des osterländischen Kreises |        |
| Mangoldt          | seit 1261                | Poserna, Weißenfels                                                                             | Georg Christoph von Mangoldt (1717–1796), kursächsischer Kreishauptmann Louise Henriette von Mangoldt (1823–1865), deutsche Pädagogin |        |
| Metzsch           | seit 1283                | Miesitz                                                                                         | Hans von Metzsch († 1483), Landvogt in Altenburg |        |
| Milkau            | seit 1233                | Milkau, Hohnbach, Kobershain, Wildenhain, Ruppersdorf, Flößberg                                 | Emil Freiherr von Milkau (1847–1916), Förderer des Kurwesens in der Stadt Tharandt |        |
| Nauendorf         | seit 1197                | Nauendorf, Caasen                                                                               | Friedrich August Joseph von Nauendorf (1749 – 1801), österreichischer Feldmarschallleutnant |        |
| Oebschelwitz      |                          | Glesien, Kölsa, Klein-Dölzig, Witzschersdorf                                                    | Johann Adolph von Oebschelwitz (1745–1825), Generaladjutant der sächsischen Armee |        |
| Pflugk            | seit 1289                | Eythra, Knauthain, Pflege Groitzsch, Pegau, Löbnitz, Großhermsdorf, Mausitz, Cöllnitz, Wiederau | Nickel Pflugk (Knauthain) (um 1410–1482), Amtmann zu Leipzig, Borna und Pegau |        |
| Polenz            | seit 1180                | Döbeln                                                                                          | Hans von Polenz (um 1385–1437), Landvogt der Nieder- und Oberlausitz Fritzsche von Polentz, um 1478 bis 1490 Amtmann von Döbeln |        |
| Posern            | seit 1239                | Poserna                                                                                         | Carl Friedrich von Posern-Klett (1798–1849), Kaufmann und Stadtrat zu Leipzig, Numismatiker |        |
| Schönburg         | seit 1159                | Schönburg                                                                                       | Hermann II. von Schönburg, Stifter des Benediktinerinnenklosters Geringswalde Adelheid von Dohna († 1342/52), geb. von Schönburg-Glauchau, Burggräfin |        |
| Stein zu Lausnitz | seit 1117                | Lausnitz, Kochberg, Braunsdorf                                                                  | Franz Josef Freiherr von Stein zu Lausnitz (1772–1834), hessischer Geheimrat, Regierungspräsident, Hofgerichtspräsident und Kammerherr Gottlob Friedrich Konstantin von Stein, Protegé Goethes, Gutsherr von Strachwitz                                              |        |
| Spiegel           | seit 1213                | Laußig, Mörtitz, Badrina, Hohenprießnitz, Krensitz, Gollmenz                                    | Asmus (Erasmus) Spiegel zu Gruna (1490–1551), Kursächsischer Rat und Hofmarschall, Amt-Hauptmann zu Wittenberg, Kirchenvisitator, Obrist und 1547 Kommandant im Schmalkaldischen Krieg                                                                               |        |
| Teuchern          | seit 1079                | Teuchern, Rudelsburg                                                                            | |        |
| Tettau            | seit dem 13. Jahrhundert | Ober- und Unterlosa                                                                             | Hans Eberhard von Tettau (1585–1653), kurbrandenburgisch-preußischer Geheimer Hofrat Dietrich von Tettau (1654–1730), preußischer Geheimer Etats- und Kriegsminister                                                                                                 |        |
| Zeschau           | seit 1180                | Dobritsch, Lampertswalde                                                                        | Johann Theodor von Tschesch (1595–1649), deutscher Jurist und Mystiker |        |

## Weitere Osterländische Adelsgeschlechter
In vielen Dörfern des Osterlandes gab es im Mittelalter eine adlige Familie. Sie stammten aus dem Stand der Freien und gehörten überwiegend zum niederen Adel, zum Ende des Mittelalters waren bereits viele dieser Adelsgeschlechter erloschen. Zu der folgenden Aufzählung gehören adlige Familien oder Rittergeschlechter, die nur eine kurze Zeit bekannt waren oder lediglich wenige Urkunden und Nachweise vorliegen.
- Bock[33]
- Brodau[34][35]
- Cossowe[36]
- Delitzsch, auch Dielce[37][38]
- Dieskau[39][40]
- Döring[41]
- Draschwitz[42]
- Dyske
- Erdmannsdorf[43]
- Fullen[44][45]
- Gersdorff[46][47]
- Gribene[48]
- Hacke[49]
- Haldecken[50][51]
- Haugwitz[52][53]
- Kleeberg[54][55]
- Komerstadt
- Kospoth[56]
- Krostewitz[57][58]
- Lauterbach
- Leipzig[59][60]
- Leutzsch[61]
- Luckowin[62]
- Mederacke[63][64]
- Mühlbach[65]
- Musitz[66][67]
- Nase
- Neitschütz
- Pagk
- Peust[68]
- Plaußig[69][70]
- Poigk[71]
- Scheidingen[72][73]
- Schenkenberg[74][75]
- Schlegel[76]
- Schönfeld[77]
- Starke[78]
- Starschedel[79]
- Trebnitz[80]
- Wahren[81]
- Weißenbach[82][83]
- Werthern